# Теорема перпендикулярних осей
Теорему перпендикулярних осей — можна використати для визначення моменту інерції твердого тіла, що цілком лежить у площині, щодо осі перепендикулярної до цієї площини, якщо ми знаємо моменти інерції об'єкта щодо двох перпендикулярних осей, які лежать в площині. Всі осі мають проходити через одну точку в площині.
Визначимо перпендикулярні осі {\displaystyle x\,}, {\displaystyle y\,} і {\displaystyle z\,} (які зустрічаються в початку координат {\displaystyle O\,}) так, що тіло лежить в площині {\displaystyle xy\,} і вісь {\displaystyle z\,} перпендикулярна до площини тіла. Нехай Ix, Iy і Iz це моменти інерції щодо x, y, z відповідно, теорема перпендикулярних осей стверджує, що 
{\displaystyle I_{z}=I_{x}+I_{y}\,}
Це правило можна застосовувати із теоремою Гюйгенса — Штейнера і правилом розтягнення для віднайдення моментів інерції різних форм.

## Виведення
Говорячи про декартові координати, момент інерції плоского тіла навколо осі {\displaystyle z\,} є:
{\displaystyle I_{z}=\int \left(x^{2}+y^{2}\right)\,dm=\int x^{2}\,dm+\int y^{2}\,dm=I_{y}+I_{x}}
В площині, {\displaystyle z=0\,}, отже ці два доданки є моментами інерції навколо осей {\displaystyle y\,} і {\displaystyle x\,} відповідно, звідки теорема.
Зворотне твердження виводиться подібним чином.
Зауважте, що {\displaystyle \int x^{2}\,dm=I_{y}\neq I_{x}} бо в {\displaystyle \int r^{2}\,dm}, r вимірює відстань від осі обертання, отже у випадку обертання навколо осі y, відхилення точки від осі обертання дорівнює її x-координаті.